# Sierra Engarcerán
Sierra Engarcerán (em castelhano) ou la Serra d'en Galceran (em valenciano) é um município da Espanha na província de Castelló, Comunidade Valenciana. Tem 82 km² de área e em 2021 tinha 992 habitantes (densidade: 12,1 hab./km²).

## Demografia
| Variação demográfica do município entre 1991 e 2004 | Variação demográfica do município entre 1991 e 2004 | Variação demográfica do município entre 1991 e 2004 | Variação demográfica do município entre 1991 e 2004 |
| --------------------------------------------------- | --------------------------------------------------- | --------------------------------------------------- | --------------------------------------------------- |
| 1991                                                | 1996                                                | 2001                                                | 2004                                                |
| 1150                                                | 1090                                                | 1070                                                | 1073                                                |